# Zhang Weiying
Zhang Weiying (sinogramme : 张维迎; pinyin : Zhāng Wéiyíng), né en 1959, est un économiste chinois qui fut à la tête de l'École de gestion Guanghua à l'université de Pékin. Il est connu pour son plaidoyer en faveur du libre marché et ses idées sont influencées par l'école autrichienne d'économie. Il a été surnommé le « Friedrich von Hayek chinois »

## Biographie
Zhang Weiying a obtenu son baccalauréat en 1982 et sa maîtrise en 1984, à la Northwest University de Xi'an. Il a reçu son doctorat en économie à l'université d'Oxford sous la supervision de James Mirrlees (lauréat du prix Nobel d'économie 1996) et Donald Andrew Hay. Entre 1984 et 1990, il est chercheur à l'Institut de réforme du système économique chinois sous la Commission d'État de restructuration du système économique. Pendant cette période, il a été fortement impliqué dans la politique de réforme économique chinoise. 
Il fut le premier économiste chinois à proposer, en 1984 la réforme du système des prix. Il est également connu pour ses contributions au débat sur le sujet « régulation et contrôle macroéconomique » et à celui sur la réforme de la propriété.
À sa sortie d'Oxford, il a cofondé le Centre chinois de recherche économique (CCER) de l'université de Pékin en 1994, où il a travaillé en tant que professeur associé, puis comme professeur jusqu'en août 1997. Il travaille ensuite à l'École de gestion Guanghua à partir de septembre 1997. On lui a retiré le titre de doyen de cette école en 2010 en raison de ses opinions dissidentes, qui le détournaient de sa fonction de doyen, selon un professeur de l'école.
Son domaine de la recherche couvre l'organisation industrielle, la gouvernance d'entreprise, l'économie de l'information, la transformation économique de la Chine.

## Œuvres
- Les entrepreneurs : théorie du contrat, 1995
- Théorie des jeux et économie de l'information, 1996
- La théorie de la firme et la réforme des entreprises chinoises, 1999
- Les droits de propriété, le gouvernement et la réputation, 2001
- L'information, la confiance et la loi, 2003
- Les droits de propriété, la gouvernance d'entreprise et l'incitation, 2005
- Compétitivité et croissance, 2006
- Le prix, le marché et les entrepreneurs, 2006
- 30 ans de réforme de la Chine, 2008
- La logique de marché, 2010
- Changer la Chine : la voie à suivre pour réformer la Chine, 2012